# Lạch Tray Stadium
Das Lạch Tray Stadium (vietnamesisch Sân vận động Lạch Tray) ist ein in der vietnamesischen Stadt Hải Phòng befindliches Mehrzweckstadion. Es wird als Heimspielstätte des Erstligisten Hải Phòng FC genutzt. Das Stadion hat ein Fassungsvermögen von 26.000 Personen.
2004 und 2005 wurde in dem Stadion der vietnamesische Supercup ausgespielt. Das Endspiel des vietnamesischen Fußballpokals fand in dem Stadion 2014 statt.